# Giorgia Bordignon
Giorgia Bordignon, född 24 maj 1987, är en italiensk tyngdlyftare.

## Karriär
Bordignon tävlade för Italien vid olympiska sommarspelen 2016 i Rio de Janeiro, där hon slutade på sjätte plats i 63-kilosklassen.
I juli 2021 vid OS i Tokyo tog Bordignon silver i 64-kilosklassen efter att ha lyft totalt 232 kg.